# Demeco
 (avril 2023).
Demeco est une société française animant un  réseau de déménageurs professionnels créé en 1965. 
Ses différents services sont répartis en trois branches : les déménagements de particuliers, les transferts d'entreprises et d'administrations ainsi que les transferts industriels.

## Histoire

### De 1965 à 1985
En 1965, une Assemblée Générale Constitutive, réunie à l’initiative de la Société Tailleur, les sociétés Arctique de Poitiers, Larnaudie de Marseille, Woets de Dunkerque, Dubouil d’Agen et Villeneuve-sur-Lot et Vacher de Romans, créaient la société anonyme à capital variable Demeco.
Le premier siège social de l’entreprise est situé 6, rue Maurice de la Sizeranne à Paris 6e. Le nom de la société, après de nombreuses hypothèses de dénomination, a été Demeco, ce qui veut dire : Deme = Déménagement et C.O. = en circuit organisé.
Dans les années 1970, Demeco, formé d’une quarantaine de sociétés, entame ses premières campagnes de publicité nationale (presse magazine) et s’agrandit avec l’intégration du groupe Danzas. En 1978, le logo Demeco intègre le cheval noir, à la suite de la fusion entre DEM, un autre réseau de déménagement de la Famille Meyer de Versailles et Demeco. 
En juin 1982, Demeco Siège déménage à Saint-Mandé.

### De 1985 à 2014
En 1987, le système informatique évolue par une gestion via Minitel. En 1999, Demeco crée un intranet pour l’ensemble de son réseau. 
En 2003, Patrick Bornhauser, PDG du Groupe NASSE et agent du réseau Demeco fait une proposition de rachat de leurs actions aux agents du réseau et devient propriétaire de la marque Demeco.
En 2007, Pragma Capital mène un LBO sur Groupe Nasse, plus connu pour son enseigne Demeco. Par cette action, Pragma Capital possède plus de 50 % de l'entreprise. Son dirigeant, Patrick Bornhauser, reste PDG du groupe.
Demeco reprend en 2014 plusieurs sociétés rhônalpines dans le secteur du déménagement. Avec cette reprise partielle d’actifs, Demeco obtient huit implantations en France pour un volume d'affaires de 15 millions d'euros et 116 salariés.
Organisé en réseau, Demeco propose plusieurs formules de déménagement.

## Activités du groupe
- Demeco

Demeco génère chaque année 265 millions d’euros de chiffre d’affaires (toutes activités confondues)[réf. nécessaire]. 
- Demeco Relocation

Demeco Relocation est une société de conseil, de service et d’accompagnement à la mobilité géographique pour les personnes.
- Demeco International

Demeco propose également un service de déménagement international par air, mer, rail ou route. 

## Direction du groupe
En 1986, Patrick Bornhauser, petit-fils du fondateur Bornhauser-Molinari devient PDG du groupe Nasse Demeco. La direction générale du Groupe est composée de Joël Delalande qui a été rejoint en 2011 par Virginie Brunel et Philippe Renault en 2014.